# Чемпионат Финляндии по фигурному катанию 1928
Чемпионат Финляндии по фигурному катанию 1928 года — соревнование по фигурному катанию среди спортсменов Финляндии сезона 1927—1928. Фигуристы соревновались в мужском и  женском одиночном катании, а также в парном катании.
Турнир прошёл в Хельсинки 22 января 1928 года. Старт соревнованиям был дан в 14.00 на льду конькобежного клуба Хельсинки (фин. Helsingin Luistinklubin) в Северной гавани.
В одиночном разряде участвовало 12 человек — 5 среди мужчин и 7 среди женщин. В парном катании заявку на участие подала лишь одна пара. При этом большинство участвовавших представляли Хельсинки, и только двое — Орвокки Туулос и А. Рантанен — Тампере. Соревнования носили статус отборочных для участия в Олимпийских играх 1928 года в Санкт-Морице.

## Факты
- Самым старшим участником был Вальтер Якобссон выступавший в парном катании с Людовикой Якобссон, ему было 45 лет 11 месяцев и 16 дней.
- Самой молодой фигуристкой была Орвокки Туулос, выступавшая как одиночница, ей было на тот момент 14 лет[2].

## Результаты

### Мужчины
| Место | Имя             | Клуб              | Сумма баллов | Сумма мест |
| ----- | --------------- | ----------------- | ------------ | ---------- |
| 1     | Маркус Никканен | HLК               | 390,45       | 5          |
| 2     | Гуннар Якобсон  | HLК               | 370,65       | 10         |
| 3     | Бертел Никканен | HLК               | 306,1        | 15         |
| 4     | Гуннар Бойсман  | HLК               | 172,55       | 22         |
| 5     | А. Рантанен     | Tampereen Pyrintö | 163,8        | 23         |

### Женщины
| Место | Имя                   | Клуб              | Сумма баллов | Сумма мест |
| ----- | --------------------- | ----------------- | ------------ | ---------- |
| 1     | Гуннель Нюстен        | HLК               | 153,4        | 5          |
| 2     | Анна-Грета Хенрикссон | HLК               | 135,65       | 14         |
| 3     | Ильма Сууронен        | HL                | 136,5        | 15         |
| 4     | Рауха Перкиё          | HL                | 132,07       | 17         |
| 5     | Мэри Линдeберг        | HLК               | 120,7        | 24         |
| 6     | Ауне Кайванто         | HL                | 117,25       | 30         |
| 7     | Орвокки Туулос        | Tampereen Pyrintö | 103,75       | 35         |

### Пары
| Место | Имя                                  | Клуб | Сумма баллов | Сумма мест |
| ----- | ------------------------------------ | ---- | ------------ | ---------- |
| 1     | Людовика Якобссон / Вальтер Якобссон | HLК  |              |            |